# رامون تیکارام
رامون پرامد جونیور تیکارام (به انگلیسی: Ramon Pramod Junior Tikaram) (زاده ۱۶ مه ۱۹۶۷) یک بازیگر تئاتر و تلویزیون بریتانیایی با تبار هندی/فیجیایی و مالزیایی است. او برادر بزرگ تانیتا تیکارام خواننده انگلیسی است.
او در فیلم دین اسپانلی بازی کرده‌است.

## زندگی
تیکارام در سال ۱۹۶۷ در سنگاپور زاده شد. پدرش پرامُد تیکارام یک افسر ارتش بریتانیا، اصالتی هندی/فیجیایی داشت و مادرش فاطمه روحانی از اهالی ساراواک مالزی بود. او از سال ۱۹۹۴ تاکنون در بیش از ۳۰ فیلم و سریال تلویزیونی نقش‌آفرینی کرده‌است.